# Del Rosario Universiteit
De Del Rosario Universiteit (Spaans: Colegio Mayor de Nuestra Señora del Rosario, of korter: Universidad del Rosario) is een private onderzoeksuniversiteit, gevestigd in Bogota, Colombia. De universiteit werd in 1653 op Rooms-Katholieke grondslag opgericht door frater Cristobal de Torres.
In de QS World University Rankings van 2020 staat de Del Rosario Universiteit wereldwijd op een 751-800ste plaats, waarmee het de 47ste Latijns-Amerikaanse en 5e Colombiaanse universiteit op de ranglijst is.
- Gemeinsame Normdatei: 10114219-5
- International Standard Name Identifier: 0000 0001 2205 5940
- Library of Congress Control Number: no00044063
- Nationale Bibliotheek van Tsjechië: ko2009478788
- Nationale Bibliotheek van Israël: 987010984326705171
- Virtual International Authority File: 168814974